# La muerte (libro)
La muerte es un libro de poemas escrito por Enrique Bader, Susana Benet, Vicent Berenguer, José Luis Parra y Pedro Antonio Parra, editado en el 2009. Cinco visiones desde distintas generaciones sobre el verdadero gran miedo del ser humano. 
“La poesía también muere, solo las palabras no. Son sus huellas las que nos hacen inmortales. Es cierto que la temática de este libro no es nada nueva, y no es su tema lo que lo hace especial, sino sus autores, una mezcla eminente y a la vez inminente, porque hoy en día todo nace de una mixtura, como la vida misma.” (Extracto del prólogo).

## Los autores

### Enrique Bader
Enrique Bader (Valencia, 1986) En 2005 comienza su carrera cinematográfica con el corto Tschüss Deutschland y diversos documentales. Ha publicado los libros, entre otros: Silencios (Valencia, 2008), Versos Muertos (Valencia, 2008), Café del mar (Valencia, 2010. Conjuntamente con el artista turco Bülent Alev) y Autopista (Valencia, 2010. Conjuntamente con el artista alemán Thomas Fritz).

### Susana Benet
Susana Benet (Valencia, 1950) es licenciada en psicología. Ha publicado relatos breves y poemas en las revistas Ultramar (Santander), La siesta del lobo (Albacete) y Papel Elefante (Valencia). Ha publicado dos poemarios de haiku: Faro del bosque (Pre-textos, 2006) y Lluvia menuda (Comares, 2007). Ha sido incluida en las antologías de haiku: Poetas de corazón japonés (Celya, 2006), Brisa del mar (Universidad de Castilla-La Mancha, 2007) y Tertulia de haiku (El taller del poeta, 2007).

### Vicent Berenguer
Vicent Berenguer (Banyeres de Mariola, 1955) es poeta, crítico y traductor. Desde 1986 dirige la colección de poesía Ediciones de la Guerra. Ha publicado las obras: Guants de macam (Valencia, 1985), Carmí vora els llavis (Valencia, 1986), Dalila (Valencia, 1987), La terra interior (Valencia, 1989), Imitació de la soledat (Valencia, 1990) y L’home no confía en la ciutat (Alzira, 1996). Se encuentra representado en antologías como: 6 poetes 83 (Barcelona, 1983), Camp de mines. Poesía catalana del PV 1980-1990 (Valencia, 1991), Herba de prat. Poemes d'Àneu (Lleida, 1996), Bengales en la fosca. Antología de la poesía valenciana del siglo XX (Alzira, 1997) y Tenebra blanca. Antología del poema en prosa en la literatura catalana contemporània (Barcelona, 2001).

### José Luis Parra
José Luis Parra (Madrid, 1944=. La mayor parte de su vida ha transcurrido en Valencia, donde ha publicado casi todos sus libros. Tras su primer libro Más lisonjero me vi (1987), ha publicado en Ediciones de la Guerra/Café Malvarrosa los siguientes títulos: Un hacha para el hielo (1994), Del otro lado de la cumbre (1996) y La pérdida del reino (1997). En la editorial Pre-Textos ha publicado: Los dones suficientes (2000), Tiempo de renuncia (2004) y tiene pendiente de publicación su último libro: De la frontera. La editorial Renacimiento, de Sevilla, ha publicado una amplia antología de su obra: Caldo de piedra (2001).

### Pedro Antonio Parra
Pedro Antonio Parra (Valencia, 1946) es licenciado en biología. Colaboró con poemas en diversas publicaciones de los años 60 del pasado siglo. Luego, silencio. Hace unos años, la revista Al margen, editada por el Ateneo Libertario del mismo nombre, nos ofreció una muestra bastante significativa de su penúltima producción. Todos sus libros permanecen inéditos.